# Walter Betz
Walter Betz (* 1. November 1931)  ist ein ehemaliger deutscher Fußballspieler. Der Torhüter kam in der Fußball-Oberliga Nord bei den Vereinen Eimsbütteler TV, Hamburger SV, Altona 93 und dem VfR Neumünster von 1952 bis 1957 zu insgesamt 60 Ligaeinsätzen.

## Laufbahn
Mit 20 Jahren wurde der Nachwuchstorhüter aus der Hamburger Kreisklasse von Fortuna Langelohe (Elmshorn) vom Oberligisten Eimsbütteler TV für die Saison 1952/53 neu unter Vertrag genommen. Hans Kowalkowski war von den Rot-Weißen zum FC St. Pauli gewechselt und Betz sollte mit dem oberligaerfahrenen Heinz Schwarz das Torhüterduo für die neue Runde bilden. Unter Trainer Paul Bornefeld debütierte der vormalige unterklassige Amateurfußballer bereits am ersten Rundenspieltag, den 24. August 1952, bei einem 4:2-Auswärtserfolg bei Göttingen 05 in der Oberliga Nord. Der Debütant bestritt auch die weiteren sieben Spiele mit dem ETV und verlor dann am 8. Spieltag, den 19. Oktober 1952, das Heimspiel gegen den Hamburger SV mit 1:2. Vor 16.000 Zuschauern hatten Wojtkowiak und Harden die „Rautenträger“ in der ersten Halbzeit mit 2:0 in Führung gebracht, ehe Linksaußen Otto Maack der Anschlusstreffer geglückt war und die Seiten gewechselt wurden. Die ETV-Mannschaft um die Gebrüder Karl-Heinz und Kurt Manja stand mit 9:7 Punkten auf dem 4. Rang. Danach rückte Konkurrent Schwarz in das Tor. Am Rundenende hatte beide Keeper jeweils 15 Rundenspiele bestritten und der ETV den 10. Rang belegt. Nach nur einer Runde in Eimsbüttel nahm Betz das Angebot des Meisters Hamburger SV an und wechselte zur Folgerunde 1953/54 zu den „Rothosen“, wo Ersatztorhüter Otto Globisch sich Victoria Hamburg angeschlossen hatte.
Bei der Mannschaft von Trainer Georg Knöpfle verteidigte Horst Schnoor unumstritten den Platz im Tor und Betz konnte nur in fünf Spielen für den HSV in der Oberligarunde 1953/54 auflaufen. Weit mehr als die Reservistenrolle von Betz beim HSV stand aber in dieser Runde die Affäre um Willi Schröder im Vordergrund: Dem HSV wurden wegen unerlaubter Handgeldzahlung an den Spieler von 1860 Bremen vor dem 13. Spieltag vier Punkte abgezogen und der Titelverteidiger landete mit 27:29 Punkten auf dem ungewohnten 11. Rang. Betz beendete wiederum nach einem Jahr seine Zeit beim HSV und unterschrieb zur Saison 1954/55 bei Altona 93.
In Bahrenfeld, beim Team von der Adolf-Jäger-Kampfbahn, hatte der neue Trainer Klaus-Peter Kirchrath nach der Verpflichtung von Betz mit Ernst Lorkowski und Horst Grandt gleich drei oberligataugliche Torhüter in seinem Kader. In den ersten beiden Rundenspielen hütete der Mann aus Langelohe das Tor des Tabellendritten des Vorjahres. Mit dem Derby am 12. September 1954 beim Hamburger SV (2:3) stand wieder Lorkowski im AFC-Tor und Grandt kam am 5. Dezember 1954 beim 4:2-Auswärtserfolg beim Bremer SV zu seinem einzigen Ligaeinsatz in dieser Runde. Insgesamt musste sich Betz mit 9 Oberligaeinsätzen für Altona begnügen, Lorkowski war die Nummer 1 von Trainer Kirchrath. Mit dem Nachholspiel am 15. Mai 1955 gegen den VfL Osnabrück (3:2) verabschiedete sich Betz aus Bahrenfeld. Hinter Günther Hentzschel, Karl-Heinz Keil, Alfred Kalkowski, Joachim Schröder und Heinz Braasch hatte er dabei das Tor gehütet. Altona hatte mit Spielmacher Heinz Spundflasche und dem 26-fachen Torschützen Werner Erb den 4. Rang belegt. Im erfolgreichen Pokalwettbewerb wo Altona erst im Halbfinale im Wiederholungsspiel am Karlsruher SC gescheitert war, war Betz in der 1. DFB-Hauptrunde am 15. August 1954 beim 3:2-Heimerfolg gegen den 1. FC Saarbrücken zum Einsatz gekommen, ansonsten hatte Kollege Lorkowski den Vorzug erhalten.
Betz nahm zur Runde 1955/56 das Angebot des Oberligaaufsteigers VfR Neumünster an und wechselte zu den Lila-Weißen vom VfR-Stadion an der Geerdtstraße. Unter Trainer Hans Appel wurde Betz Stammtorhüter und der Aufsteiger erreichte mit den Leistungsträgern Günter Meß und Jonni Schmuck den ausgezeichneten 5. Rang. Zum 2:2-Heimremis vom 13. November 1955 ist im AFC-Buch von Norbert Carstens folgendes notiert: „Fast 10.000 Besucher sehen das 2:2 des AFC beim völlig überraschend in der Spitzengruppe platzierten Neuling, dem VfR Neumünster; dieser profitiert schon seit Wochen von den guten Leistungen der Ex-Altonaer Torwart Betz und Stürmer Reiß“. Seine Karriere als Vertragsspieler endete durch eine beim Training in Neumünster erlittene Gehirnerschütterung im Laufe der Saison 1956/57.
Später war er Torwart u. a. beim FTSV Komet Blankenese (1959/60) und wieder ab 1960 beim Eimsbütteler TV. Er hat auch als Trainer bei Komet gearbeitet.